# Liste der Arbeitslager in Gansu
Umerziehung durch Arbeit ist ein System von Arbeitslagern der Volksrepublik China. Diese Liste führt solche Arbeitslager in der Provinz Gansu auf.
| Name                                             | Unternehmensname | Stadt/Kreis/Distrikt | Dorf/Stadt/Kreis | Gründungsjahr | Bemerkungen                                              |
| ------------------------------------------------ | ---------------- | -------------------- | ---------------- | ------------- | -------------------------------------------------------- |
| Umerziehung durch Arbeit No. 1 der Provinz Gansu |                  | Lanzhou              | Honggu           |               | Auch Ping'antai Umerziehung durch Arbeit Lanzhou genannt |
| Umerziehung durch Arbeit No. 2 der Provinz Gansu |                  | Lanzhou              | Anning           | 1991          | Beherbergte 2003 2 000 Insassen                          |
| Umerziehung durch Arbeit No. 3 der Provinz Gansu |                  | Zhangye              |                  |               |                                                          |
| Umerziehung durch Arbeit Kreis Heshui            |                  | Qingyang             | Kreis Heshui     |               | Postleitzahl 745400                                      |

## Quelle
- Laogai Handbook (2007–2008). (PDF; 3,5 MB) The Laogai Research Foundation, 2008, abgerufen am 10. Januar 2011.